# Espostoopsis dybowskii
Espostoopsis dybowskii (Rol.-Goss.) Buxb. é uma espécie de cactaceae que é endêmica da caatinga baiana.

Apresenta especificidade de hábitat, está severamente fragmentada com subpopulações conhecidas na forma disjunta, e seu hábitat ocorre em padrão insular. É provável que sua dispersão a longas distâncias possa ser realizada por morcegos.